# Kubok SSSR 1962
La Kubok SSSR 1962 fu la 21ª edizione del trofeo. Vide la vittoria finale della Šachtar, al suo secondo titolo, per altro consecutivo.
Da notare che lo Znamja Truda fu la prima squadra ad arrivare in finale pur partecipando alla seconda serie del campionato sovietico; inoltre lo Znamja Truda rimase l'unica squadra a partecipare alla finale senza essere mai stata in massima serie, né prima né dopo il 1962.

## Formula
Rispetto all'edizione precedente  ci fu un leggero cambio di regolamento: il torneo era sempre diviso in due fasi, la fase preliminare e la fase finale. Nella preliminare le zone erano otto, ma mentre le cinque zone russe e le due zone delle altre repubbliche rispecchiavano in pieno i rispettivi sette gironi in cui era suddivisa la Klass B 1962 (seconda serie del campionato sovietico), le squadre ucraine erano divise in un'unica zona, anziché nei tre gironi del campionato. Inoltre, mentre in tutte le zone era prevista un'unica finale e, di conseguenza, un'unica ammissione alla fase finale, nella zona ucraina le finali erano due.
La formula fu quella classica dei turni ad eliminazione diretta, con gare di sola andata e tempi supplementari, ma non rigori: in caso di parità si ricorreva al replay, disputato il giorno seguente sul medesimo terreno di gioco.
Nella seconda fase le squadre qualificate si incontrarono con le 22 partecipanti alla Klass A 1962 sempre in turni ad eliminazione diretta; la stessa formula era mantenuta fino alla finale che, come da tradizione, fu disputata a Mosca allo Stadio Centrale Lenin. La Dinamo Kiev, campione sovietico in carica avendo vinto la Klass A 1961, fu ammessa direttamente agli ottavi di finale.

## Fase preliminare

### Zona Russia I

#### Ottavi
Le partite furono disputate il 9 maggio 1962.
| Squadra 1            | Risultato | Squadra 2              |
| -------------------- | --------- | ---------------------- |
| Volga Kalinin        | 0 – 2     | Znamja Truda           |
| Tekstilščik Kostroma | 2 – 1     | Šachtër Tula           |
| Tekstilščik Ivanovo  | 2 – 1     | Chimik Novomoskovsk    |
| Sputnik Kaluga       | 1 – 0     | Raketa Gorkiy          |
| Spartak Leningrado   | 5 – 1     | Onežec Petrozavodsk    |
| Šinnik               | 0 – 1     | Tralflotovets Murmansk |
| Metallurg Čerepovec  | 4 – 1     | Volna Dzeržinsk        |
| Dinamo Brjansk       | 0 – 3     | Vympel Kaliningrad     |

#### Quarti di finale
Le partite furono disputate il 16 maggio 1962.
| Squadra 1            | Risultato   | Squadra 2              |
| -------------------- | ----------- | ---------------------- |
| Znamja Truda         | 4 – 2 (dts) | Tekstilščik Ivanovo    |
| Vympel Kaliningrad   | 2 – 1       | Metallurg Čerepovec    |
| Tekstilščik Kostroma | 0 – 2 (dts) | Spartak Leningrado     |
| Sputnik Kaluga       | 1 – 0       | Tralflotovets Murmansk |

#### Semifinali
Le partite furono disputate il 23 maggio 1962.
| Squadra 1          | Risultato | Squadra 2          |
| ------------------ | --------- | ------------------ |
| Spartak Leningrado | 3 – 2     | Vympel Kaliningrad |
| Znamja Truda       | 4 – 0     | Sputnik Kaluga     |

#### Finale
La partita fu disputata il 5 giugno 1962.
| Squadra 1    | Risultato | Squadra 2          |
| ------------ | --------- | ------------------ |
| Znamja Truda | 5 – 0     | Spartak Leningrado |

### Zona Russia II

#### Ottavi
Le partite furono disputate il 9 maggio 1962.
| Squadra 1              | Risultato | Squadra 2        |
| ---------------------- | --------- | ---------------- |
| Trudovye Rezervy Kursk | 5 – 2     | Sokol Saratov    |
| Trud Voronež           | 1 – 0     | Torpedo Pavlovo  |
| Trud Gluchovo          | 2 – 0     | Spartak Tambov   |
| Torpedo Vladimir       | 4 – 1     | Torpedo Gor'kij  |
| Spartak Saransk        | 0 – 2     | Zarja Penza      |
| Spartak Rjazan'        | 3 – 0     | Torpedo Lipeck   |
| Serpukhov              | 2 – 0     | Spartak Smolensk |
| Lokomotiv Orël         | 0 – 1     | Baltika          |

#### Quarti di finale
Le partite furono disputate il 16 maggio 1962.
| Squadra 1        | Risultato   | Squadra 2              |
| ---------------- | ----------- | ---------------------- |
| Baltika          | 1 – 0 (dts) | Trudovye Rezervy Kursk |
| Torpedo Vladimir | 4 – 3       | Spartak Rjazan'        |
| Trud Gluchovo    | 1 – 0       | Serpukhov              |
| Zarja Penza      | 0 – 2       | Trud Voronež           |

#### Semifinali
Le partite furono disputate il 22 e il 23 maggio 1962.
| Squadra 1     | Risultato | Squadra 2        |
| ------------- | --------- | ---------------- |
| Trud Voronež  | 1 – 0     | Baltika          |
| Trud Gluchovo | 3 – 2     | Torpedo Vladimir |

#### Finale
La partita fu disputata il 30 maggio 1962.
| Squadra 1    | Risultato | Squadra 2     |
| ------------ | --------- | ------------- |
| Trud Voronež | 1 – 0     | Trud Gluchovo |

### Zona Russia III

#### Ottavi
Le partite furono disputate tra il 9 e il 15 maggio 1962.
| Squadra 1                   | Risultato   | Squadra 2         |
| --------------------------- | ----------- | ----------------- |
| Volgar' Astrachan'          | 2 – 0       | Spartak Krasnodar |
| Torpedo Taganrog            | 1 – 0       | Energija Volžskij |
| Šachtër Šachty              | 1 – 0       | Dinamo Stavropol' |
| Spartak Nal'čik             | 4 – 1       | Dinamo Machačkala |
| Rostsel'maš                 | 2 – 1 (dts) | Torpedo Armavir   |
| Trudovye Rezervy Kislovodsk | 0 – 2       | Traktor Volgograd |
| Spartak Ordžonikidze        | 3 – 2       | Terek Groznyj     |

#### Quarti di finale
Le partite furono disputate il tra il 21 e il 24 maggio 1962.
| Squadra 1         | Risultato   | Squadra 2            |
| ----------------- | ----------- | -------------------- |
| Spartak Nal'čik   | 1 – 0       | Cement Novorossijsk  |
| Šachtër Šachty    | 2 – 1 (dts) | Spartak Ordžonikidze |
| Traktor Volgograd | 3 – 2       | Volgar' Astrachan'   |
| Torpedo Taganrog  | 3 – 0       | Rostsel'maš          |

#### Semifinali
Le partite furono disputate il 30 maggio 1962.
| Squadra 1       | Risultato | Squadra 2         |
| --------------- | --------- | ----------------- |
| Spartak Nal'čik | 0 – 1     | Torpedo Taganrog  |
| Šachtër Šachty  | 3 – 2     | Traktor Volgograd |

#### Finale
La partita fu disputata il 5 giugno 1962.
| Squadra 1        | Risultato | Squadra 2      |
| ---------------- | --------- | -------------- |
| Torpedo Taganrog | 3 – 1     | Šachtër Šachty |

### Zona Russia IV

#### Ottavi
Le partite furono disputate il 19 e il 20 maggio 1962.
| Squadra 1            | Risultato | Squadra 2              |
| -------------------- | --------- | ---------------------- |
| Volga Ul'janovsk     | 1 – 2     | Dinamo Kirov           |
| Lokomotiv Čeljabinsk | 2 – 1     | Khimik Berezniki       |
| Zenit Iževsk         | 5 – 1     | Uralec-TS Nižnij Tagil |
| Uralmaš              | 2 – 1     | Geolog Tjumen'         |
| Trud Joškar-Ola      | 1 – 5     | Iskra Kazan'           |
| Stroitel' Kurgan     | 2 – 5     | Zvezda Perm'           |
| Neftyanik Syzran     | 3 – 1     | Stroitel' Ufa          |
| Lokomotiv Orenburg   | 3 – 2     | Metallurg Magnitogorsk |

#### Quarti di finale
Le partite furono disputate il 23 maggio 1962.
| Squadra 1    | Risultato | Squadra 2            |
| ------------ | --------- | -------------------- |
| Uralmaš      | 4 – 0     | Lokomotiv Orenburg   |
| Iskra Kazan' | 0 – 1     | Lokomotiv Čeljabinsk |
| Zvezda Perm' | 3 – 1     | Neftyanik Syzran     |
| Dinamo Kirov | 1 – 0     | Zenit Iževsk         |

#### Semifinali
Le partite furono disputate il 30 maggio 1962.
| Squadra 1            | Risultato | Squadra 2    |
| -------------------- | --------- | ------------ |
| Lokomotiv Čeljabinsk | 2 – 1     | Uralmaš      |
| Zvezda Perm'         | 4 – 3     | Dinamo Kirov |

#### Finale
La partita fu disputata il 6 giugno 1962.
| Squadra 1            | Risultato | Squadra 2    |
| -------------------- | --------- | ------------ |
| Lokomotiv Čeljabinsk | 1 – 0     | Zvezda Perm' |

### Zona Russia V

#### Ottavi di finale
Le partite furono disputate il tra il 6 e il 9 maggio 1962.
| Squadra 1             | Risultato | Squadra 2             |
| --------------------- | --------- | --------------------- |
| Lokomotiv Krasnojarsk | 3 – 1     | Тomič Tomsk           |
| Zabaikalets Chita     | 0 – 3     | Chimik Kemerovo       |
| Luč Vladivostok       | 0 – 2     | SKA-Chabarovsk        |
| Bajkal Ulan-Ude       | 3 – 1     | Metallurg Novokuzneck |
| Avangard K.N.A.       | 0 – 1     | Temp Barnaul          |
| Angara Irkutsk        | 3 – 0     | Šachtër Prokop'evsk   |
| Amur Blagoveščensk    | 1 – 3     | SKA Novosibirsk       |

#### Quarti di finale
Le partite furono disputate tra il 16 e il 24 maggio 1962.
| Squadra 1             | Risultato | Squadra 2       |
| --------------------- | --------- | --------------- |
| Angara Irkutsk        | 5 – 0     | Bajkal Ulan-Ude |
| SKA Novosibirsk       | 3 – 1     | Chimik Kemerovo |
| Lokomotiv Krasnojarsk | 2 – 0     | Irtyš Omsk      |
| Temp Barnaul          | 5 – 3     | SKA-Chabarovsk  |

#### Semifinali
Le partite furono disputate il 30 maggio 1962.
| Squadra 1             | Risultato | Squadra 2      |
| --------------------- | --------- | -------------- |
| SKA Novosibirsk       | 3 – 0     | Temp Barnaul   |
| Lokomotiv Krasnojarsk | 3 – 1     | Angara Irkutsk |

#### Finale
La partita fu disputata il 5 giugno 1962.
| Squadra 1       | Risultato | Squadra 2             |
| --------------- | --------- | --------------------- |
| SKA Novosibirsk | 6 – 1     | Lokomotiv Krasnojarsk |

### Zona Ucraina

#### Sedicesimi di finale
Le partite furono disputate tra il 22 e il 24 aprile 1962.
| Squadra 1             | Risultato | Squadra 2            |
| --------------------- | --------- | -------------------- |
| Torpedo Kharkov       | 2 – 1     | Avangard             |
| Spartak Stanislav     | 3 – 0     | Neftyanik Drogobych  |
| Kolchoznik Čerkasy    | 1 – 0     | Avangard Černivci    |
| Dinamo Kirovograd     | 4 – 1     | Trubnik Nikopol      |
| Dnepr                 | 2 – 1     | Lokomotiv Donec'k    |
| Avangard Zheltye Vody | 3 – 2     | Dynamo Chmel'nyc'kyj |
| Šachtar Horlivka      | 4 – 3     | Avanhard Kramators'k |

#### Ottavi di finale
Le partite furono disputate tra il 6 e il 18 maggio 1962.
| Squadra 1                   | Risultato   | Squadra 2             |
| --------------------------- | ----------- | --------------------- |
| Dneprovets Dneprodzerzhinsk | 1 – 4       | Lokomotyv Vinnycja    |
| Sudostroitel' Mykolaïv      | 2 – 0       | Volyn'                |
| SKF Sebastopoli             | 1 – 3       | SKA Odessa            |
| SKA Kiev                    | 1 – 0       | Polіssja Žytomyr      |
| Šachtar Kadiïvka            | 3 – 0       | Khimik Severodonetsk  |
| Šachtar Horlivka            | 3 – 1       | Dinamo Kirovograd     |
| Šachtër Oleksandrija        | 4 – 3 (dts) | Kolchoznik Rivne      |
| Metalurh Zaporižžja         | 2 – 0       | Arsenal Kiev          |
| Majak Cherson               | 1 – 0       | Desna Černihiv        |
| Kolchoznik Poltava          | 1 – 0       | Torpedo Kharkov       |
| Čornomorec'                 | 2 – 1       | Avanhard Sumy         |
| Azovstal' Ždanov            | 1 – 0       | SKA Leopoli           |
| Avangard Ternopol           | 2 – 1       | Verchovina Užhorod    |
| Trudovi Rezervy Luhans'k    | 1 – 0       | Gornjak Krivoj Rog    |
| Spartak Stanislav           | 3 – 0       | Avangard Zheltye Vody |
| Kolchoznik Čerkasy          | 0 – 0       | Dnepr                 |

#### Quarti di finale
Le partite furono disputate tra il 19 e il 21 maggio 1962.
| Squadra 1              | Risultato   | Squadra 2                |
| ---------------------- | ----------- | ------------------------ |
| SKA Odessa             | 3 – 2 (dts) | Trudovi Rezervy Luhans'k |
| Spartak Stanislav      | 1 – 0       | Šachtar Horlivka         |
| Šachtar Kadiïvka       | 1 – 2       | SKA Kiev                 |
| Metalurh Zaporižžja    | 2 – 1       | Šachtër Oleksandrija     |
| Čornomorec'            | 1 – 0       | Azovstal' Ždanov         |
| Avangard Ternopol      | 2 – 1       | Majak Cherson            |
| Kolchoznik Poltava     | 0 – 2       | Kolchoznik Čerkasy       |
| Sudostroitel' Mykolaïv | 2 – 0       | Lokomotyv Vinnycja       |

#### Semifinali
Le partite furono disputate il 3 e il 4 giugno 1962.
| Squadra 1              | Risultato | Squadra 2           |
| ---------------------- | --------- | ------------------- |
| Sudostroitel' Mykolaïv | 3 – 1     | Kolchoznik Čerkasy  |
| Spartak Stanislav      | 1 – 2     | SKA Odessa          |
| Avangard Ternopol      | 1 – 2     | Čornomorec'         |
| SKA Kiev               | 2 – 1     | Metalurh Zaporižžja |

#### Finali
Le partite furono disputate l'8 giugno 1962.
| Squadra 1              | Risultato | Squadra 2   |
| ---------------------- | --------- | ----------- |
| SKA Odessa             | 5 – 1     | SKA Kiev    |
| Sudostroitel' Mykolaïv | 0 – 3     | Čornomorec' |

### Zona Repubbliche I

#### Ottavi
Le partite furono disputate il 12 e il 13 maggio 1962.
| Squadra 1               | Risultato | Squadra 2         |
| ----------------------- | --------- | ----------------- |
| Neftyanye Kamni Baku    | 1 – 0     | Kalev Tallinn     |
| Nairi Yerevan           | 2 – 0     | Dinamo Sukhumi    |
| Khimik Mogilev          | 2 – 1     | SKA Minsk         |
| Spartak Brest           | 1 – 2     | Lokomotiv Gomel   |
| Piščevik Tiraspol       | 2 – 1     | Lokomotiv Tbilisi |
| Krasnoye Znamya Vicebsk | 2 – 1     | Širak Leninakan   |
| Zveynieks Liepāja       | 1 – 0     | Nistrul Bender    |

#### Quarti di finale
Le partite furono disputate il 22 maggio 1962.
| Squadra 1               | Risultato | Squadra 2            |
| ----------------------- | --------- | -------------------- |
| Krasnoye Znamya Vicebsk | [ 6 ]     | Zveynieks Liepāja    |
| Lokomotiv Gomel         | 3 – 0     | Piščevik Tiraspol    |
| Banga Kaunas            | 2 – 1     | Neftyanye Kamni Baku |
| Khimik Mogilev          | 0 – 1     | Nairi Yerevan        |

#### Semifinali
Le partite furono disputate il 30 maggio e il 10 giugno 1962.
| Squadra 1               | Risultato | Squadra 2     |
| ----------------------- | --------- | ------------- |
| Lokomotiv Gomel         | 1 – 0     | Banga Kaunas  |
| Krasnoye Znamya Vicebsk | 1 – 0     | Nairi Yerevan |

#### Finale
La partita fu disputata il 14 giugno 1962.
| Squadra 1       | Risultato | Squadra 2               |
| --------------- | --------- | ----------------------- |
| Lokomotiv Gomel | 4 – 0     | Krasnoye Znamya Vicebsk |

### Zona Repubbliche II

#### Ottavi
Le partite furono disputate tra il 10 e il 13 maggio 1962.
| Squadra 1                    | Risultato | Squadra 2           |
| ---------------------------- | --------- | ------------------- |
| Alga Frunze                  | 3 – 0     | Khimik Chirchik     |
| Shahter Qaraǵandy            | 1 – 0     | Lori Kirovakan      |
| Neftyanik Fergana            | 3 – 1     | Energetik Dušanbe   |
| Metallurg Rustavi            | 2 – 0     | Metallist Džambul   |
| Metallurg Şımkent            | 3 – 0     | K'olkheti-1913 Poti |
| Paxtakor Regione di Tashkent | 1 – 2     | Dinamo Batumi       |

#### Quarti di finale
Le partite furono disputate il 22 e il 23 maggio 1962.
| Squadra 1         | Risultato | Squadra 2         |
| ----------------- | --------- | ----------------- |
| Dinamo Kirovobad  | 1 – 0     | Neftyanik Fergana |
| Dinamo Batumi     | 0 – 1     | Metallurg Rustavi |
| Metallurg Şımkent | 0 – 3     | Alga Frunze       |
| Stroitel' Aşgabat | 4 – 1     | Shahter Qaraǵandy |

#### Semifinali
Le partite furono disputate il 31 maggio e il 3 giugno 1962.
| Squadra 1         | Risultato | Squadra 2         |
| ----------------- | --------- | ----------------- |
| Dinamo Kirovobad  | 2 – 0     | Alga Frunze       |
| Metallurg Rustavi | 4 – 2     | Stroitel' Aşgabat |

#### Finale
La partita fu disputata il 17 giugno 1962.
| Squadra 1        | Risultato | Squadra 2         |
| ---------------- | --------- | ----------------- |
| Dinamo Kirovobad | 2 – 0     | Metallurg Rustavi |

## Fase finale

### Primo turno
Le gare furono disputate tra il 9 e il 29 giugno 1962.
| Squadra 1                | Risultato   | Squadra 2         |
| ------------------------ | ----------- | ----------------- |
| Spartak Mosca            | 3 – 0       | CSKA Mosca        |
| SKA Odessa               | 2 – 1       | Qairat            |
| Znamja Truda             | 3 – 1       | Dinamo Leningrado |
| Torpedo Taganrog         | 2 – 0       | Žalgiris          |
| SKA Novosibirsk          | 1 – 4       | Torpedo Mosca     |
| Šachtar                  | 2 – 1       | Zenit Leningrado  |
| Lokomotiv Čeljabinsk     | 1 – 2 (dts) | Avangard Charkiv  |
| Daugava Rīga             | 4 – 2 (dts) | Lokomotiv Mosca   |
| Lokomotiv Gomel          | 0 – 3       | Spartak Erevan    |
| Bielorussia Minsk        | 3 – 0       | Paxtakor          |
| Čornomorec'              | 0 – 1       | Dinamo Mosca      |
| Kryl'ja Sovetov Kujbyšev | 3 – 1       | Moldova Chișinău  |
| Dinamo Tbilisi           | 4 – 3       | T'orp'edo Kutaisi |
| Dinamo Kirovobad         | 1 – 0       | Neftyanik Baku    |
| Trud Voronež             | 1 – 2       | SKA Rostov        |

### Ottavi di finale
Le gare furono disputate tra il 24 giugno e l'11 luglio 1962.
| Squadra 1        | Risultato   | Squadra 2                |
| ---------------- | ----------- | ------------------------ |
| Znamja Truda     | 3 – 2       | Spartak Mosca            |
| Torpedo Taganrog | 0 – 4       | Daugava Rīga             |
| SKA Rostov       | 5 – 0       | Bielorussia Minsk        |
| Dinamo Kirovobad | 2 – 1       | Dinamo Kiev              |
| Spartak Erevan   | 5 – 0       | Kryl'ja Sovetov Kujbyšev |
| Avangard Charkiv | 0 – 1 (dts) | Šachtar                  |
| Dinamo Mosca     | 3 – 0       | SKA Odessa               |
| Torpedo Mosca    | 2 – 0       | Dinamo Tbilisi           |

### Quarti di finale
Le gare furono disputate tra il 31 luglio e il 2 agosto 1962.
| Squadra 1      | Risultato | Squadra 2        |
| -------------- | --------- | ---------------- |
| Znamja Truda   | 1 – 0     | Dinamo Kirovobad |
| Spartak Erevan | 2 – 1     | Daugava Rīga     |
| Dinamo Mosca   | 4 – 0     | SKA Rostov       |
| Šachtar        | 4 – 1     | Torpedo Mosca    |

### Semifinali
Le gare furono disputate il 5 e il 6 agosto 1962.
| Squadra 1    | Risultato | Squadra 2      |
| ------------ | --------- | -------------- |
| Znamja Truda | 1 – 0     | Spartak Erevan |
| Dinamo Mosca | 0 – 2     | Šachtar        |

### Finale
| Mosca 11 agosto 1962, ore ?:?                             | Znamja Truda | 0 – 2 referto           | Šachtar | Stadio Centrale Lenin (104000 spett.) |
| \| \| \| \| \| \| Marcatori \| 5’ Sapronov 6’ Savel'ev \| |              |                         |         |                                       |
|                                                           |              |                         |         |                                       |
|                                                           | Marcatori    | 5’ Sapronov 6’ Savel'ev |         |                                       |